# Gia Dục Quan (địa cấp thị)
Gia Dục Quan (tiếng Trung: 嘉峪關, Hán Việt: Gia Dục Quan) là một địa cấp thị thuộc tỉnh Cam Túc, Cộng hòa Nhân dân Trung Hoa.

## Hành chính
Gia Dục Quan cùng với Trung Sơn, Đông Hoản và Đam Châu là 4 thành phố cấp địa khu ở Trung Quốc không thiết lập đơn vị hành chính cấp huyện ở dưới mà chỉ thiết lập các đơn vị hành chính cấp hương ở bên trong. Gia Dục Quan có 5 đơn vị hành chính cấp hương, gồm 2 nhai đạo và 3 trấn.
- Nhai đạo: Hùng Quan (雄关街道), Cương Thành (钢城街道)
- Trấn: Tân Thành (新城镇), Dục Tuyền (峪泉镇), Văn Thù (文殊镇)